# Silas (portugalski piłkarz)
Silas, właśc. Jorge Manuel Rebelo Fernandes (ur. 1 września 1976 w Lizbonie) – portugalski piłkarz występujący na pozycji pomocnika oraz trener.

## Kariera klubowa
Swoją karierę rozpoczął w 1995 w trzecioligowym zespole Atlético CP. W 1998 przeniósł się do drużyny trzeciej ligi hiszpańskiej – AD Ceuta. W sezonie 1999/2000 był stamtąd wypożyczony do drugoligowego Elche CF, a następnie wrócił do Ceuty, w której rozegrał sezon 2000/2001.
W 2001 został zawodnikiem portugalskiego pierwszoligowego klubu União Leiria. W Primeira Liga zadebiutował 11 sierpnia 2001 w zremisowanym 0:0 spotkaniu z SC Braga, a 8 września 2001 w zremisowanym 1:1 pojedynku ze Sportingiem strzelił swojego pierwszego gola w tych rozgrywkach.
W 2003 przeszedł do angielskiego Wolverhampton Wanderers. Swój pierwszy mecz w Premier League rozegrał 16 sierpnia 2003 przeciwko Blackburn Rovers (1:5). W sezonie 2003/2004 zajął z klubem ostatnie, 20. miejsce w Premier League i spadł z nim do Championship. Wówczas został wypożyczony do CS Marítimo, w którym spędził sezon 2004/2005.
W 2005 definitywnie opuścił Wolverhampton, dołączając do CF Os Belenenses, gdzie grał do 2009. Kolejne lata kariery spędził w União Leiria oraz w lidze cypryjskiej, reprezentując barwy drużyn AEL Limassol, AEP Pafos oraz Ethnikos Achna. Z AEL Limassol zdobył mistrzostwo Cypru w sezonie 2011/2012. Później występował jeszcze w takich zespołach jak Atlético CP, NorthEast United FC oraz CD Cova da Piedade. Karierę zakończył w 2017.

## Statystyki ligowe
| Rozgrywki                 | Poziom | Kraj       | Mecze | Gole |
| ------------------------- | ------ | ---------- | ----- | ---- |
| Primeira Liga             | I      | Portugalia | 236   | 29   |
| Segunda Liga              | II     | Portugalia | 72    | 15   |
| Campeonato de Portugal    | III    | Portugalia | 81    | 6    |
| Premier League            | I      | Anglia     | 9     | 0    |
| Protathlima A’ Kategorias | I      | Cypr       | 104   | 8    |
| Indian Super League       | I      | Indie      | 12    | 1    |
| Segunda División          | II     | Hiszpania  | 35    | 1    |
| Segunda División B        | III    | Hiszpania  | 65    | 20   |

## Kariera reprezentacyjna
W reprezentacji Portugalii zadebiutował 2 kwietnia 2003 w wygranym 1:0 towarzyskim meczu z Macedonią. W drużynie narodowej rozegrał trzy spotkania, wszystkie w 2003.